# Trolejbusy w Erywaniu
Trolejbusy w Erywaniu − system komunikacji trolejbusowej działający w stolicy Armenii, Erywaniu.
Trolejbusy w Erywaniu uruchomiono 16 sierpnia 1949. W 2020 w mieście działało 5 linii trolejbusowych.

## Linie
Stan z 2020 r.:
| Numer | Trasa                                     |
| ----- | ----------------------------------------- |
| 1     | Aszchatankihraparak – Dżrweż              |
| 2     | Czarbach – «Erebuni» Tangaran             |
| 9     | Awan – Mankawarżakanhamalsaran            |
| 10    | Nornorki 5-Rdzangwac – M/K «Barekamutjun» |
| 15    | 15-Rdtaghamas – «Erebuni» Odanawakajan    |

## Tabor
W marcu 2021 r. ilostan taboru był następujący:
| Zdjęcie        | Typ            | Eksploatacja od | Liczba |
| -------------- | -------------- | --------------- | ------ |
|                | LiAZ-5280      | 2008            | 34     |
|                | Škoda 14Tr     | 1986            | 8      |
|                | Berliet ER100  | 2005            | 4      |
|                | Renault ER100  | 2005            | 1      |
| Łączna liczba: | Łączna liczba: | Łączna liczba:  | 47     |